# ダーリントン保護観察所
座標: 南緯42度34分57秒 東経148度04分12秒 / 南緯42.58250度 東経148.07000度
ダーリントン保護観察所（英語:Darlington Probation Station）は、タスマニア州・マリア島に1832年に建設された建築物である。建築目的は、囚人のための住居であった。
ダーリントン保護観察所の建築物は建築当時の状態を残している  。タスマニア州には78の保護観察所が建設されたが、マリア島のダーリントン保護観察所はその中でも代表例である。
2010年、UNESCOの世界遺産に「オーストラリアの囚人遺跡群」の1つとして、他の10の史跡と共に登録された。

## 歴史
マリア島におけるダーリントン保護観察所の歴史区分は大きく4つに分けることが可能である。1825年から1830年にかけての第一期保護観察所時代、1842年から1851年にかけての第二期保護観察所時代、1884年から1895年にかけてのベルナッチ（Bernacchi）の時代、1921年から1930年にかけての産業化の時代である。マリア島に保護観察所が建設される以前は、捕鯨業者が定住していたが、保護観察所の建設で、彼らは立ち退いている。
第一期においては、農業、砂岩からのレンガ及び石灰の製造がなされた。おおよそ150人程度がダーリントン保護観察所に居住していたと考えられているが、1832年に、放棄された。その理由は、ポート・アーサーに刑務所が新設されたことによる。というのも、ダーリントン保護観察所からは脱走が容易であったからである。
1842年、保護観察所が再開された。この時代、600人の囚人がマリア島にいたと考えられている。ダーリントン保護観察所の施設はレンガ造りで、下水施設、雨水の配水管といった本土の保護観察所にはない施設が建設され、今日に伝え残っている。また、これらの他にも、農場が建設され、丘陵には風車やコテージまでもが建設された。とはいえ、再度、1852年にダーリントン保護観察所は放棄された。
1880年代、ディエゴ・ベルナッチはマリア島を楽園にしようというヴィジョンを持っていた。そのため、1885年から1888年にかけて、残っていた保護観察所の建築物を住居やコテージ、ホテルなどに改造し、さらに、小さいながらも2つのブドウ畑も作り上げた。しかし、1896年、ベルナッチの野望は費えることとなった。
1920年から、マリア島は産業化の時代に入る。セメント工場や高さ60メートルになる煙突が建設された。しかし、輸送費がかかりすぎることを背景に、マリア島の開発を行っていたナショナル・ポートランド・セメント・カンパニーは1930年に撤退した。
開発の時代を過ぎ、1960年代初頭からマリア島の自然が見直される機運が生まれた。その結果、1971年にはマリア島国立公園が設定された。また、1825年からの開発を通して、マリア島を開発しようとした者は、残された建築物は再利用されてきたことから、古い建築物が残る結果となった。

## 世界遺産登録基準
この世界遺産は世界遺産登録基準のうち、以下の条件を満たし、登録された（以下の基準は世界遺産センター公表の登録基準からの翻訳、引用である）。
- (4) 人類の歴史上重要な時代を例証する建築様式、建築物群、技術の集積または景観の優れた例。
- (6) 顕著で普遍的な意義を有する出来事、現存する伝統、思想、信仰または芸術的、文学的作品と直接にまたは明白に関連するもの（この基準は他の基準と組み合わせて用いるのが望ましいと世界遺産委員会は考えている）。